# لودن (آلمان)
لوهدن (به آلمانی: Luhden) یک شهر در آلمان است که در شاومبورگ واقع شده‌است. لوهدن ۱٬۱۳۳ نفر جمعیت دارد.